# Kohutî, Iavoriv
Kohutî (în ucraineană Когути) este un sat în orașul raional Novoiavorivsk din raionul Iavoriv, regiunea Liov, Ucraina.

## Demografie
Componența lingvistică a localității Kohutî
     Ucraineană (100%)
Conform recensământului din 2001, toată populația localității Kohutî era vorbitoare de ucraineană (100%).